# 你好。 (佐香智久專輯)
《你好。》（日語：はじめまして。）是佐香智久的首張專輯。2013年2月27日由SME Records發售。

## 概要
佐香智久正式出道後的首張專輯，共13曲，其中6首歌曲收錄在佐香智久的第1到第5張單曲內。初回生産限定盤增加了《愛言葉-special ver.-》，共14曲。

## 收錄曲
1. 一直以來 [4:15]
作詞:佐香智久･Tomoyuki Ogawa/作曲:Takao Nagatani/編曲:Sorao Mori
  - 東京電視台系動畫《少年同盟2》主題曲
2. 我們的歌曲 [5:17]
作詞:佐香智久･Tomoyuki Ogawa/作曲:Tomoyuki Ogawa/編曲:Saku
  - 毎日放送、TBS系動畫《絕園的暴風雨》片尾曲
3. 半分子 [5:25]
作詞:佐香智久･Tomoyuki Ogawa/作曲:Tomoyuki Ogawa/編曲:Sorao Mori
  - TBS系《COUNT DOWN TV》2012年8月期主題曲
4. 七転び八起き [4:07]
作詞･作曲:佐香智久/編曲:Sorao Mori
5. また明日 [4:03]
作詞:佐香智久･Tomoyuki Ogawa/作曲:Tomoyuki Ogawa/編曲:Sorao Mori
  - 「PUMA×ABC MART」宣傳活動合作歌曲
6. 僕の流れ星feat.そらる [4:45]        
作詞･作曲:佐香智久/編曲:Sorao Mori･Saku
7. ～ちょっと休憩～ [1:22]
作詞･作曲:佐香智久/編曲:Sorao Mori
8. 愛言葉 [5:26]
作詞･作曲:DECO*27/編曲：SiZK
9. 怪盗キャットM [3:32] 
作詞･作曲:佐香智久/編曲:Saku
10. リミットアウト [4:10]
作詞･作曲:佐香智久/編曲：Saku
11. 你的愛情月曆 [5:42]
作詞:佐香智久･Tomoyuki Ogawa/作曲:Tomoyuki Ogawa/編曲:Sorao Mori
12. たからもの [5:20]
作詞･作曲:佐香智久/編曲:Saku
13. ありがとさよなら [5:14] 
作詞:佐香智久･Tomoyuki Ogawa/作曲:Tomoyuki Ogawa/編曲:Sorao Mori
14. 愛言葉-special ver.- [5:15] [注 1]
作詞･作曲:DECO*27/編曲:SiZK

## 外部連結
- 日本索尼音樂娛樂介紹網頁
  - 初回生産限定盤
  - 通常盤[永久]